# Boggle
El Boggle és un joc de taula fabricat per la casa Hasbro. Està format per un cub que conté setze daus amb lletres a les seves cares. En barrejar-los, resta una combinació única de lletres. Els participants tenen tres minuts per a formar el màxim de mots possible. Cada paraula ha d'estar formada per daus adjacents. No s'hi valen prefixos, argot ni sigles però sí qualsevol forma verbal o plurals. Els vocables repetits entre els diversos jugadors no puntuen. Com més llarg és un terme, més punts. Al principi del joc es decideix quantes rondes es faran per a decidir el guanyador. No hi ha límit de jugadors possibles. Altres versions del Boggle inclouen el joc electrònic i el MasterBoggle, amb 25 daus.